# Almens
Almens foi uma comuna da Suíça, no Cantão Grisões, com 215 habitantes. Estendia-se por uma área de 8,36 km², de densidade populacional de 26 hab/km². Confinava com as seguintes comunas: Churwalden, Fürstenau, Paspels, Pratval, Rodels, Scharans, Trans, Vaz/Obervaz.
A língua oficial nesta comuna era o Alemão.

## História
Em 1 de janeiro de 2015, passou a formar parte da nova comuna de Domleschg.